# 長沢倉吉
長沢 倉吉（長澤、ながさわ くらきち、1883年（明治16年）1月21日 - 1934年（昭和9年）6月16日）は、明治から昭和初期の実業家、政治家。衆議院議員。

## 経歴
福島県信夫郡福島町柳町（現福島市柳町）で、味噌醤油醸造業・先代長沢倉吉の長男として生まれる。1902年（明治35年）11月、家督を相続し家業を継承した。1908年（明治41年）早稲田大学商科を卒業した。
1905年（明治38年）雨宮敬次郎らと信達軌道会社（現福島交通）の設立発起人となる。1906年（明治39年）油井宇之助、青木金次郎らと福島羽二重 (株) を設立し、生糸から製品移出への転換を図った。1911年（明治44年）大島要三らと福島瓦斯 (株) を創立した。また、日本統治下の台湾での事業も展開し、打狗土地専務取締役、新竹製脳取締役などを務めた。その他、明治製革取締役、藤松組取締役などにも在任した。
1915年（大正4年）3月の第12回衆議院議員総選挙に福島県郡部から立憲同志会から出馬して当選し、衆議院議員に1期在任した。その後、1928年（昭和3年）2月の第16回総選挙で福島県第1区から中立で立候補したが、最下位で落選した。
1926年（大正15年）12月に福島県庁の郡山移転県会案が発表されると、福島市民大会を公会堂で開催するなど反対運動を展開し、提案の撤回を実現した。

## 著作
- 『新極東主義』公民同盟出版部、1916年。
- 『東部台湾縦断記』明文社、1916年。
- 『更生の日本』長沢倉吉、1925年。
- 編『藤崎三郎助』藤崎三郎助伝編纂会、1932年。